# ملكة جمال كولومبيا 2017
ملكة جمال كولومبيا 2017، هي نسخة الثانية والثمانين مسابقة ملكة جمال كولومبيا في تاريخ مسابقة الجمال الوطنية في كولومبيا منذ انطلاقتها عام 1934، عقدت في 20 مارس 2017. وأقيم حفل في فندق كونفينشن سنتر لاس أميريكاس كارتاجينا وقدّمه أندريا سيرنا وكريستينا هورتادو والممثلون كارلوس توريس وداليساندرو. شهدت المسابقة مشاركة 23 متسابقة من ولايات الكولومبية في مساء بدأت الانتخابات والتتويج مع الموسيقى - افتتح فيكتور مانويل وتبعه فرقة الكولومبية هيرينثيا دي تيمبيكي واستعراض من 23 مرشحة في الأزياء التقليدية وملابس السباحة وفستان السهرة. في نهاية الحدث توجت لورا غونزاليز من كارتاخينا من قبل ملكة جمال كولومبيا السابقة أندريا توفار ، من شوكو عام 2015 ، سلمت أندريا الوشاح التاج الصولجان والجواهر الملكية لخليفتها، وتمثل لورا وطنها كولومبيا في مسابقة ملكة جمال الكون 2017 ، وحصلت على مركز الوصيفة الأولى.

## النتائج

### المراكز النهائية
| النتائج النهائية                  | المتنافسة |
| --------------------------------- | --- |
| سنيوريتا كولومبيا                 | - كارتاخينا - لورا غونزاليز أوسبينا |
| فيرينا كولومبيا (الوصيفة الأولى)  | - أنتيوكيا - فانيسا بولغارين مونسالفي |
| الأميرة الأولى (الوصيفة الثانية)  | - إدارة سانتاندير - ينيفر هيرنانديز خيمس |
| الأميرة الثانية (الوصيفة الثالثة) | - بوغوتا - فانيسا دومينغيز فيلد |
| الأميرة الثالثة (الوصيفة الرابعة) | - إدارة ماجدالينا - ماريا فرناندا بيتانكور مورينو |
| أفضل 10                           | - إدارة أتلانتيكو - مارثا لوز مارتينيز إنسغناريس - إدارة سيزار - أنابيلا كاسترو سييرا - إدارة قرطبة - دانييلا أسيس فييرو - إدارة نورتي دي سانتاندير - ليدي جيميرا روبيرو سيلفا - إدارة ريزارالدا - فاليريا فيليز بارا |

### جوائز خاصة
| جائزة                        | متنافسة                                        |
| ---------------------------- | ---------------------------------------------- |
| أفضل زي إقليمي               | إدارة بوياكا - ليسلي جوهانا بيكيرا موغولون     |
| ملكة جمال اللطافة            | إدارة كالداس - إستيفانيا مارتينيز سييرا        |
| ملكة جمال فوتوغرافيا         | إدارة كاوكا - مايرا دانييلا فيتوفيز ميدينا     |
| أفضل قوام                    | أنتيوكيا - فانيسا بولغارين مونسالفي            |
| جائزة رينا دي لا بوليسيا     | إدارة سيزار - أنابيلا كاسترو سييرا             |
| ملكة جمال الاناقة            | إدارة سيزار - أنابيلا كاسترو سييرا             |
| جائزة زاباتيلا ريال          | إدارة أتلانتيكو - مارثا لوز مارتينيز إنسغناريس |
| ملكة جمال الالتزام بالمواعيد | إدارة أتلانتيكو - مارثا لوز مارتينيز إنسغناريس |
| مسابقة الطهي                 | أنتيوكيا - فانيسا بولغارين مونسالفي            |